# Giải vô địch bóng đá nữ U-17 Bắc, Trung Mỹ và Caribe 2010
Giải vô địch bóng đá nữ U-17 Bắc, Trung Mỹ và Caribe 2010 diễn ra tại Costa Rica từ 10 tháng 3 tới 20 tháng 3 năm 2010. Hai đội tuyển đứng đầu đại diện cho khu vực Bắc, Trung Mỹ và Caribe tham dự Giải vô địch bóng đá nữ U-17 thế giới 2010.

## Vòng một
Hai đội đầu mỗi bảng lọt vào vòng đấu loại trực tiếp. Giờ thi đấu là giờ địa phương (UTC-06:00).

### Bảng A
| Đội     | Tr | T | H | B | BT | BB | HS  | Đ |
| ------- | -- | - | - | - | -- | -- | --- | - |
| México  | 3  | 3 | 0 | 0 | 10 | 0  | +10 | 9 |
| Canada  | 3  | 2 | 0 | 1 | 6  | 3  | +3  | 6 |
| Jamaica | 3  | 1 | 0 | 2 | 3  | 7  | −4  | 3 |
| Panama  | 3  | 0 | 0 | 3 | 1  | 10 | −9  | 0 |

| Panama | 0–6      | México                                                          |
| ------ | -------- | --------------------------------------------------------------- |
|        | Chi tiết | Samarzich 13', 57' · González 16', 90' · Sánchez 50' · Pina 84' |

| Jamaica      | 1–4      | Canada                                   |
| ------------ | -------- | ---------------------------------------- |
| Williams 76' | Chi tiết | Davis 8' · Ghoneim 44', 63' · Hémond 88' |

| México                                | 3–0      | Jamaica |
| ------------------------------------- | -------- | ------- |
| Salcedo 66' · Lara 71' · González 75' | Chi tiết |         |

| Panama    | 1–2      | Canada                   |
| --------- | -------- | ------------------------ |
| Alveo 88' | Chi tiết | Cantave 8' · Simpson 37' |

| Jamaica                 | 2–0      | Panama |
| ----------------------- | -------- | ------ |
| Bailey 27' · Carter 74' | Chi tiết |        |

| Canada | 0–1      | México     |
| ------ | -------- | ---------- |
|        | Chi tiết | Llamas 42' |

### Bảng B
| Đội             | Tr | T | H | B | BT | BB | HS  | Đ |
| --------------- | -- | - | - | - | -- | -- | --- | - |
| Hoa Kỳ          | 3  | 3 | 0 | 0 | 32 | 0  | +32 | 9 |
| Costa Rica      | 3  | 2 | 0 | 1 | 9  | 10 | −1  | 6 |
| Quần đảo Cayman | 3  | 1 | 0 | 2 | 1  | 20 | −19 | 3 |
| Haiti           | 3  | 0 | 0 | 3 | 0  | 12 | −12 | 0 |

| Haiti | 0–9      | Hoa Kỳ                                                                        |
| ----- | -------- | ----------------------------------------------------------------------------- |
|       | Chi tiết | Doll 2' · Smith 13', 30' · Roccaro 16' · Brian 52' · Horan 66', 71', 88', 90' |

| Costa Rica                                                             | 7–0      | Quần đảo Cayman |
| ---------------------------------------------------------------------- | -------- | --------------- |
| Rodriguez 8', 52', 58' · Moreira 37', 59' · Villalta 54' · Sánchez 84' | Chi tiết |                 |

| Hoa Kỳ | 13–0     | Quần đảo Cayman |
| --- | -------- | --------------- |
| Horan 2', 39' · Brian 15', 22', 27' · Torres 17' · Solaun 34', 49', 59' · Clark 38' · Farrell 47', 61' · Smith 73' | Chi tiết |                 |

| Costa Rica                 | 2–0      | Haiti |
| -------------------------- | -------- | ----- |
| Villalta 57' · Moreira 74' | Chi tiết |       |

| Quần đảo Cayman | 1–0      | Haiti |
| --------------- | -------- | ----- |
| Chin 89'        | Chi tiết |       |

| Costa Rica | 0–10     | Hoa Kỳ                                                                                       |
| ---------- | -------- | -------------------------------------------------------------------------------------------- |
|            | Chi tiết | Smith 10', 14', 54' · Doll 17' · Brian 27', 84' · Horan 44', 68' · Torres 66' · Gonzalez 78' |

## Vòng đấu loại trực tiếp
|  | Bán kết               | Bán kết |                       |       | Chung kết | Chung kết |
|  |                       |         |                       |       |           |           |
|  | 18 tháng 3 - Alajuela |         |                       |       |           |           |
|  |                       |         |                       |       |           |           |
|  | México (h.p)          | 3       |                       |       |           |           |
|  | México (h.p)          | 3       | 20 tháng 3 - Alajuela |       |           |           |
|  | Costa Rica            | 1       |                       |       |           |           |
|  | Costa Rica            | 1       | México                | 0     |           |           |
|  | 18 tháng 3 - Alajuela |         | México                | 0     |           |           |
|  |                       | Canada  | 1                     |       |           |           |
|  | Hoa Kỳ                | Canada  | 1                     | 0 (3) |           |           |
|  | Hoa Kỳ                |         |                       | 0 (3) |           |           |
|  | Canada (ph.đ)         | 0 (5)   |                       |       |           |           |
|  | Canada (ph.đ)         | 0 (5)   | Tranh hạng ba         |       |           |           |
|  |                       |         |                       |       |           |           |
|  | 20 tháng 3 - Alajuela |         |                       |       |           |           |
|  |                       |         |                       |       |           |           |
|  | Costa Rica            | 0       |                       |       |           |           |
|  | Costa Rica            | 0       |                       |       |           |           |
|  | Hoa Kỳ                | 6       |                       |       |           |           |

### Bán kết
| México                                   | 3–1 (s.h.p.) | Costa Rica         |
| ---------------------------------------- | ------------ | ------------------ |
| Lara 70' · Murillo 106' · Samarzich 111' | Chi tiết     | De Los Angeles 85' |

| Hoa Kỳ                                  | 0–0 (s.h.p.) | Canada                                               |
| --------------------------------------- | ------------ | ---------------------------------------------------- |
|                                         | Chi tiết     |                                                      |
| Loạt sút luân lưu                       |              |                                                      |
| Brian · Dahlkemper · Wedemeyer · Solaun | 3–5          | Clarke · Simpson · Ongtengco · Setturlund · Campbell |

### Tranh hạng ba
| Costa Rica | 0–6      | Hoa Kỳ                                                                    |
| ---------- | -------- | ------------------------------------------------------------------------- |
|            | Chi tiết | Clark 5' · Torres 37' · Brannon 40' · Horan 55' · Farrell 66' · Smith 81' |

### Chung kết
| México | 0–1      | Canada      |
| ------ | -------- | ----------- |
|        | Chi tiết | McNicoll 8' |